# On Record
On Record er en amerikansk stumfilm fra 1917 af Robert Z. Leonard.

## Medvirkende
- Mae Murray som Helen Wayne
- Tom Forman som Rand Calder
- Lucien Littlefield
- Henry A. Barrows som Martin Ingleton
- Charles Ogle som Frederick Manson